# Departamento de Río Negro (Chile)
El departamento de Río Negro fue una división político-administrativa de Chile que existió entre 1940 y 1976. Dependía de la provincia de Osorno y su cabecera fue la ciudad homónima. 

## Historia
El departamento fue creado en 1940, en conjunto con la Provincia de Osorno, por la ley 6.505.
En términos generales, los límites del departamento eran: 
- Al norte, el departamento de La Unión, de la provincia de Valdivia.
- Al este, con la República Argentina.
- Al sur, el departamento de Puerto Varas de la Provincia de Llanquihue.
- Al oeste, el océano Pacífico.

Posteriormente, en 1943 el departamento sumó la comuna de Purranque, que había sido asignada originalmente al departamento de Puerto Varas.
El departamento —como el resto de los departamentos de Chile— finalmente fue suprimido en la década de 1970 debido a la división político administrativa que impulsó la dictadura militar, con la entrada en vigencia de la X Región y la nueva provincia de Osorno en 1976.